# 포항고속버스터미널
포항고속버스터미널은 경상북도 포항시 남구 중앙로 166(해도동 33-7)에 위치한 고속버스터미널이다. 고속버스 전산망상의 터미널 번호는 830이다.
1972년 12월에 개장했고, 2007년 11월 27일에 리모델링하여 보수, 준공하였다. 포항시외버스터미널보다는 규모가 작은 편이다. 포항고속버스터미널 출발·도착 노선들은 새만금포항고속도로 포항 나들목 진입 전·후 포항시청 입구 삼거리에 있는 간이 정류장에서 중간 승·하차한다. 터미널 위치는 북구 죽도동 오거리 남쪽에 있다.

## 운행 노선
| 운행 노선       | 운행업체                   | 운행구간 | 운행구간 | 운행구간 | 경유지                 | 배차 간격 | 시간표                                      |
| --------------- | -------------------------- | -------- | -------- | -------- | ---------------------- | --------- | ------------------------------------------- |
| 포항 ↔ 서울경부 | 동양고속 천일고속 한일고속 | 포항     | ↔        | 서울경부 | 포항시청, 낙동강휴게소 | 30~40분   | 첫차:05:00(포항 기준) 막차:01:00(포항 기준) |
| 포항 ↔ 광주     | 금호고속                   | 포항     | ↔        | 광주     | 포항시청               | 3회(평일) | 08:10, 13:00, 18:00                         |
| 포항 ↔ 광주     | 금호고속                   | 포항     | ↔        | 광주     | 포항시청               | 4회(주말) | 08:10, 12:30, 13:00, 18:00                  |

## 같이 보기
- 포항시외버스터미널